# Davor Vugrinec
Davor Vugrinec (Varaždin, Croacia, 24 de marzo de 1975) es un ex futbolista croata. Jugaba de centrocampista y su último equipo fue Slaven Belupo de la Prva HNL.

## Carrera

### Primeros años
Vugrinec comenzó su carrera profesional en el club local NK Varteks en 1992, convirtiéndose en un habitual en el club desde su segunda temporada profesional en adelante y anotando en las cuatro siguientes campañas. En 1995-96, anotó 17 goles en 31 partidos como el equipo terminó en cuarta posición (tercero después de la segunda etapa), también aparece en final de copa de la temporada croata.

### Turquía e Italia
En junio de 1997, se fue a buscar nuevos aires en el extranjero, unirse a Trabzonspor de Turquía, marcando 24 goles Süper Lig en sus dos primeras temporadas. En el verano de 2000, se trasladó equipos de varios países, para firmar con U. S. Lecce de Italia, sus buenas actuaciones resultaron cruciales para que su club continuara en la Serie A; el 12 de noviembre de 2000, marcó un gol en el juego en el San Siro, en una victoria histórica contra el Football Club Internazionale Milano.
Para la temporada 2002 – 03 tuvo un paso fugaz con vi Lecce en la Serie B, pero Vugrinec volvió a la Serie A en enero de 2003, para unirse a Atalanta BC. El último de sus cinco temporadas en el país se gastó en dos, la división con Calcio Catania (menos de la mitad de los juegos de la liga, sin promoción).

## Regreso a Croacia
Posteriormente, regresó a Croacia y firmó con NK Rijeka. Junto a Ahmad Sharbini, fue el goleador del club en primera división de 2005 – 06 (15 goles cada uno), y también ayudó a que el equipo gane la Copa doméstica por el gol decisivo en el partido contra ex club Varteks (Rijeka perdido 1 – 5 lejos después de ganar 4-0 en la primera etapa - con dos goles de él - superando así en goles).
Vugrinec se unió a NK Dinamo Zagreb a principios de junio de 2006 e hizo su debut oficial en el club el 19 de julio, en la Supercopa croata contra su anterior club Rijeka, asiste a dos goles en un 4-1 victoria. Él se encendió para marcar sus primeros goles para el Dinamo en la eliminatoria de la UEFA Champions League contra el FK Ekranas y primera liga nacional del equipo coincide con la temporada 2006-07, contra NK Slaven Belupo. Sufrió una lesión en un artefacto casero contra HNK Šibenik el 4 de agosto, pero logró recuperarse para el club Liga de campeones tercera ronda ida choque contra Arsenal cuatro días más tarde, solo para ser camillas de 30 minutos en el juego, perdiendo al segundo partido.
Vugrinec unieron vecinos NK Zagreb para la temporada 2008-09, volviendo a Varteks dos años más tarde, a la edad de 35. En marzo de 2012, él terminó su contrato con el equipo, ubicándose segundo mejor goleador absoluto en la primera división croata con un total de 124 goles. durante el mismo mes, Vugrinec se unió a Slaven Belupo y anotó en su debut contra Osijek.

## Selección nacional
Hizo su debut el 10 de abril de 1996, en un partido amistoso con Hungría jugado en Osijek, pero tuvo que esperar dos años 1/2 para ganar su segundo encuentro, para clasificar a la Eurocopa 2000 segunda de la nación contra Malta, el 10 de octubre de 1998; ingresó en el partido como un sustituto temprano después de lesión obligó a Jurica Vučko en el minuto 16 y llegó a marcar dos goles en la segunda mitad, como el equipo nacional vino de atrás para ganar 4-1.
En el año 2000, Vugrinec se convirtió en un habitual en el pelotón principal y llegó a aparecer en siete fuera posibles ocho partidos de clasificación para la Copa Mundial 2002. Anotó dos goles durante la campaña, como estaba en blanco contra Letonia y San Marino respectivamente (ambos accesorios hogar), y posteriormente formó parte del equipo en las etapas finales, apareciendo en dos juegos en una salida de la etapa de grupo eventual: comenzó el segundo partido contra Italia, pero fue sustituido en el minuto 57 y también jugó en la final contra Ecuador como un sustituto de segunda mitad temprano.
Después del torneo en Japón y Corea del sur, Vugrinec solo apareció en un partido amistoso y dos eliminatorias de la Eurocopa 2004 antes de ser destapado durante más de tres años, hasta enero de 2006. Hizo su reaparición internacional al aparecer en los dos partidos en la Copa Carlsberg en Hong Kong, aplicando así por un puesto en el equipo final de 23 en la Copa del mundo 2006, especialmente después de anotar un triplete en Rijeka 4 – 0 Liga ganar HNK Hajduk Split, pero finalmente fue omitido.

### Participaciones en Copas del Mundo
| Mundial                        | Sede                  | Resultado    |
| ------------------------------ | --------------------- | ------------ |
| Copa Mundial de Fútbol de 2002 | Corea del Sur y Japón | Primera fase |

### Participaciones en Copas Corea
| Copa            | Sede          | Resultado |
| --------------- | ------------- | --------- |
| Copa Corea 1999 | Corea del Sur | Campeón   |

## Clubes
| Club                  | País    | Año       |
| --------------------- | ------- | --------- |
| NK Varaždin           | Croacia | 1992-1997 |
| Trabzonspor           | Turquía | 1997-2000 |
| Unione Sportiva Lecce | Italia  | 2000-2002 |
| Atalanta              | Italia  | 2003-2004 |
| Catania Calcio        | Italia  | 2004-2005 |
| HNK Rijeka            | Croacia | 2005-2006 |
| Dinamo Zagreb         | Croacia | 2006-2008 |
| NK Zagreb             | Croacia | 2008-2010 |
| NK Varaždin           | Croacia | 2010-2012 |
| Slaven Belupo         | Croacia | 2012-2015 |

## Palmarés

### Campeonatos nacionales
| Título          | Club          | País    | Año     |
| --------------- | ------------- | ------- | ------- |
| Prva HNL        | Dinamo Zagreb | Croacia | 2006/07 |
| Prva HNL        | Dinamo Zagreb | Croacia | 2007/08 |
| Copa de Croacia | HNK Rijeka    | Croacia | 2006    |
| Copa de Croacia | Dinamo Zagreb | Croacia | 2007    |
| Copa de Croacia | Dinamo Zagreb | Croacia | 2008    |

### Campeonatos internacionales
| Título     | Club                 | País          | Año  |
| ---------- | -------------------- | ------------- | ---- |
| Copa Corea | Selección de Croacia | Corea del Sur | 1999 |

- Datos: Q992248